# Nílton Santos
Nílton Reis dos Santos (normalt bare kendt som Nílton Santos) (16. maj 1925 i Rio de Janeiro, Brasilien - 27. november 2013) var en brasiliansk fodboldspiller, der tilbragte hele sin aktive karriere som venstre back hos klubben Botafogo i sin hjemby. Hans karriere strakte sig i intet mindre end 36 år, hvori han spillede over 1000 kampe for klubben, og vandt ét brasiliansk mesterskab. 
Nílton Santos blev i 2004 udvalgt til FIFA 100, en kåring af de 125 bedste nulevende fodboldspillere gennem historien.

## Landshold
Nílton Santos nåede i løbet af sin karriere at spille 75 kampe og score tre mål for Brasiliens landshold, som han repræsenterede i hele 23 år, mellem 1945 og 1968. Han blev verdensmester med sit land ved både VM i 1958 og VM i 1962, og deltog også ved VM i 1950 og VM i 1954.

## Titler
Brasiliansk mesterskab
- 1968 med Botafogo

VM
- 1958 og 1962 med Brasilien